# Ion Eparu
Ion Eparu (n. 6 iunie 1952

) este un deputat român, ales în 2012 din partea Partidului Social Democrat.